# Niklas Larsen
Niklas Larsen   (Slagelse, 22 de març de 1997) és un ciclista danès professional des del 2016. Combina el ciclisme en pista on ha aconseguit els majors èxits, com la medalla de bronze als Jocs Olímpics de Rio de Janeiro de 2016 en la prova de Persecució per equips.

## Palmarès en ruta
- 2014
  -  Campió de Dinamarca júnior en contrarellotge per equips
  - Vencedor d'una etapa al Gran Premi Rüebliland
- 2015
  - Vencedor d'una etapa al Trofeu Karlsberg
  - Vencedor d'una etapa al Gran Premi Rüebliland
- 2018
  - 1r al Gran Premi de Frankfurt sub-23
  - Vencedor d'una etapa al Roine-Alps Isera Tour
- 2019
  - 1r al Himmerland Rundt
  - 1r a la Volta a Dinamarca
  - 1r al Lillehammer GP
- 2021
  - 1r a la Fyen Rundt
- 2025
  - 1r al Tour de Loir-et-Cher i vencedor d'una etapa
  - Vencedor d'una etapa al Kreiz Breizh Elites

## Palmarès en pista
- 2016
  -  Medalla de bronze als Jocs Olímpics de Rio de Janeiro en persecució per equips (amb Lasse Norman Hansen, Frederik Madsen, Casper von Folsach i Rasmus Christian Quaade)
  -  Campió d'Europa en Puntuació
- 2017
  -  Campió d'Europa sub-23 en Puntuació

### Resultats a laCopa del Món
- 2016-2017
  - 1r a Cali, en Persecució per equips
  - 1r a Cali, en Madison
- 2017-2018
  - 1r a Pruszków i Milton, en Òmnium
  - 1r a Manchester, en Madison
  - 1r a Milton, en Puntuació